# Bajt Arra
Bajt Arra (arab. بيت أرة) – miejscowość w Syrii, w muhafazie Dara. W 2004 roku liczyła 1878 mieszkańców.